# Windows Mobile
Windows Mobile е мобилна операционна система, разработена от Microsoft. Създадена е за джобни компютри и мобилни телефони от висок клас, но до 2011 г. рядко е използва на новите телефони поради непригоднстта ѝ. Последната версия Windows Mobile e 6.5, а през 2010 г. излиза Windows Phone, която е подобрена версия на вече отречената Windows Mobile 6.5. Windows Mobile 2000 и нагоре поддържат Touch-Screen екрани, добавят се много нови функции, но самата операционна система не издържа превратностите на времето, компрометирайки се с нестабилната си работа и честите „забивания“.
Повечето версии на Windows Mobile, като Windows Mobile 3.0 имат набор от стандартни възможности, като управление на файлова система, подобна на тази на Windows 9x/Windows NT. В нея са включени програми, които изпълняват основни задачи. Internet Explorer Mobile е интернет браузъра по подразбиране, Windows Media Player се използва за възпроизвеждане на видео и музика, Notepad за писане на текст, Paint за рисуване, Outlook за и-мейли (E-mails) и много други програми.